# Algeriets Allmänna Arbetarunion
Algeriets Allmänna Arbetarunion (UGTA; franska: Union Générale des Travailleurs Algériens, arabiska: الاتحاد العام للعمال الجزائريين) är Algeriets enda fackliga centralorganisation. I Algeriet är omkring två tredjedelar av alla arbetstagare fackligt anslutna och UGTA organiserar merparten av alla fackföreningar. Den grundades den 24 februari 1956 med målet att mobilisera den algeriska arbetarklassen mot det franska kolonialväldet. Kort därefter förbjöds UGTA men fortsatte ändå att verka; den spelade en betydande roll i åtta dagars-strejken 1957 och i grundandet av Samizdat-tidningen L’Ouvrier algérien. Efter självständigheten underordnades den i praktiken det styrande socialistpartiet Nationella befrielsefronten (FLN), och man välkomnade regeringens nationaliseringspolitik.
År 1989 började regeringen liberalisera landet och ett flerpartisystem infördes hastigt. UGTA utnyttjade situationen till att distansera sig från regeringen. Det politiska experimentet stoppades dock 1992 av militären efter en islamistisk valseger och algeriska inbördeskriget utbröt. UGTA tog avstånd från den nya regeringens ekonomiska liberalisering under IMF:s ledning, vilket var en åtgärd som påtvingades landet på grund en ohållbar statsskuld. Man ställde sig dock på militärens sida mot den antisocialistiska islamistiska rörelsen vilket ledde till att ledaren för UGTA, Abdelhak Benhamouda, mördades av islamister den 28 januari 1997.
År 2000 grundade organisationen en arbetsgrupp, Nationella kommissionen för arbetande kvinnor, för att hantera frågor rörande kvinnornas situation.
Nuvarande generalsekreterare är Abdelmadjid Sidi Said.